# الأستاذة فاطمة (فلم)
الأستاذة فاطمة فيلم مصري من إنتاج عام 1952، وإخراج فطين عبد الوهاب وبطولة فاتن حمامة وكمال الشناوي.

## تمثيل
- فاتن حمامة
- كمال الشناوي
- لولا صدقي
- عبد الفتاح القصري
- سعيد أبو بكر
- عبد الوارث عسر
- شفيق نور الدين
- رياض القصبجي
- صلاح نظمي

تدور أحداث الفيلم عن فاطمة (فاتن حمامة) وعادل (كمال الشناوي) وهما جيران ويربطهما علاقة حب، وتخرجوا من كلية الحقوق وفتح كل منهما مكتب محاماة. ولم توفق فاطمة في هذا المكتب لعدم ثقة الزبائن بها كامرأة، ولكن عادل كان متفوقا عنها. وتدور الأحداث في إطار كوميدي بينهما إلا أن عادل يتورط في قضية قتل ظلم من قبل زوجة صديقه، وترافعت عنه فاطمة وتربح القضية بذكاء شديد منها.
في بداية الفيلم أظهر المخرج فطين عبد الوهاب كم التعليم مهم للإنسان، وهذا يتجلى في بضع جمل في الفيلم حسب ما قال والد عادل لوالد فاطمة "إذا تلقوا تعليمهم فلن تصرف من هذا القبيل"، "كنت رجلا أميا". هذه الجمل، هي السبب في ان والد فاطمة يشجع ابنته لتحقيق النجاح والحصول على درجات أفضل من عادل لكنها قالت لوالدها «سلاح اليوم هو التفاهم والتعاون» كلمات مهمة جدا من فاطمة لأبيها. عادل نفسه ليس ضد تعليم فاطمة لكنه كان ضد المرأة العاملة، والتي ظهرت عندما عرف أن والدها استئجر لها مكتب لعملها كمحامية ثم صدمت عادل، "هل حقا تنوي العمل؟ “ سأل عادل بتعجب، ولكن بعد ذلك شرح أن النساء يجب الا تعمل، وفاطمة توافق على التوقف عن العمل بعد زواجهما. وقالت في وقت لاحق بعد خلاف بين فاطمة وعادل، قررت فاطمة أن تثبت أن المرأة العاملة هي مثل الرجل العامل ويمكن أن تكون أفضل وأن النساء في هذه الأيام شغلت مناصب حساسة مثل وزيرة، وسفيرة ومدير، كما دخلت المرأة البرلمان وأصبحت شيخة. وكان هناك أيضا السيدة كوثر التي كان لها رأي مختلف عن النساء العاملات، قالت إن عمل المرأة يفقدها أنوثتها مع الوقت.
نجحت فاطمة وحصلت على درجات أعلى من عادل. وأظهر المخرج فطين عبد الوهاب كيف أن المجتمع أيضا لا يؤمن بالمرأة العاملة، أنه عندما فتحت فاطمة مكتبها الذي هو أمام مكتب عادل، وفتح الساحة في مكتب عادل الذي كان دائما مملؤ بالعملاء في حين مكتب فاطمة فارغ، ولكن تصوير فطين عبد الوهاب للمشهد في إغداق الكثير من العملاء مع عادل وهو محام في الوقت الذي لم يكن هناك أي عملاء عند «السيدة فاطمة» لمجرد أنها فتاة لم تناقش هذه المسألة في الفيلم، وتبدو غير منطقية. وفي مشهد آخر، وهي امرأة تخرج من المصاعد تسأل عن مكتب السيد عادل.
كما أن الملابس لعبت دور مهم لإيصال رسالة الفيلم أو المفهوم. فساتين فاطمة تختلف كثيرا من فساتين السيدة كوثر، فساتين فاطمة تتميز الحشمة والأدب، وتشرح شخصيتها كطالبة جامعية، أنه يعكس شخصية محترمة عن النساء المتعلمات، وحتى في سهرتها مع عادل، على الرغم من أنه كان موعد للسهرة، ففستانها لم يظهر مفاتنها وفساتينها في الفيلم التي تشرح المستوى الاجتماعي الذي تعيش في، من ناحية أخرى ثوب السيدة كوثر الذي كان يتوهم وتظهر بعض مفاتنها ولكن أيضا لا يبدو أنه مبالغا فيه، لكنه يظهر كيف أنها تبدو كامرأة جميلة وبالطبع المستوى الاجتماعي العالي، عموما فساتينها تعكس لها المستوى الاجتماعي ورأيها حول المرأة العاملة.
«سلاح اليوم هو التفاهم والتعاون» حكمة قالته فاطمة في بداية الفيلم لأبيها شرح كيفية التعاون مهم للمجتمع وتطوره، وكان منطق عملت فاطمة به في النهاية لإثبات عادل البراءة بعد اتهامه بالقتل، وأنه هو نفسه غير رأيه حول المرأة العاملة، عادل نفسه هو الذي طلب فاطمة للدفاع عنه بعد أن كان يرفض عملها كمحامية، وانه أيضا شجعها ويثق في قدراتها، وكان واثق أنها قادرة لإثبات برأته. وتعاونها مع والدها ووالد عادل وأمين كانوا قادرين على إثبات الجريمة على المجرم الحقيقي واثبات البراءة عادل.
في الختام، أراد فطين عبد الوهاب إثبات قدرة المرأة في جميع المهن، حتى تصبح محامية تجادل في المحكمة، ورسالة الفيلم، ليس هناك فرق بين البنين والبنات، وكلاهما لهُ الحق في التعليم وكلاهما لهُ الحق في العمل وإثبات جدارته، لأن هذا لا يؤذي أحدا ولكن من مصلحة البلد. كلاهما من البشر ولديهم نفس القدرات، وقد تختلف من واحد إلى آخر وليس تفوقا من الفتيان على الفتيات. يجب فتح الفرص أمام الجميع من الفتيان والفتيات والرجال والنساء.

## روابط خارجية
- مقالات تستعمل روابط فنية بلا صلة مع ويكي بيانات